# 千禧精神號
千禧精神號（英語：MV Millennial Spirit）是一艘用來運輸柴油的摩爾多瓦籍化學品船。 這艘船建於1974年，以前被稱為 「弗蕾亞號（MV Freyja），歸冰島航運公司所有。 在2022年俄烏戰爭期間，它遭到俄國軍艦的砲火誤擊，船身嚴重損毀，船員被迫在黑海棄船，曾被誤認是俄羅斯海軍的瓦西里·畢可夫號巡邏艦。